# Auf Achse (Spiel)
Auf Achse ist ein Gesellschaftsspiel von Wolfgang Kramer für zwei bis sechs Spieler. Das als Logistikspiel konzipierte Brettspiel erschien 1987 bei F.X. Schmid und wurde im gleichen Jahr Spiel des Jahres. Nach der Übernahme von F.X. Schmid 1996 durch Ravensburger erschien das Spiel dann dort. Bis August 2007 hatte das Spiel eine Gesamtauflage von mehr als 900.000 Stück, danach erschien eine geänderte Neuauflage bei Schmidt Spiele.

## Thema und Ausstattung
Auf Achse ist ein Wirtschafts- und Logistikspiel, bei dem die Mitspieler in der Rolle eines Spediteurs bzw. LKW-Fahrers möglichst effizient Ladungen zwischen verschiedenen Orten in Mitteleuropa zu transportieren und damit Aufträge erfüllen müssen. Dabei kommt es darauf an, die eigenen Routen möglichst gut zu planen, die Ladekapazitäten von sechs Ladungseinheiten bestmöglich auszunutzen und bei Preiskämpfen ein gutes Gebot zu machen. Man kann sich zusätzlich Anhänger kaufen, um so mehr Aufträge auf einmal erledigen zu können. Es gibt jedoch auch Ereignisse, die es den Spediteuren schwer machen, im Wettbewerb zu bestehen. Am Ende des Spiels hat der Mitspieler gewonnen, der den höchsten Gewinn erzielt hat.
Das Spielmaterial besteht neben einer Spielanleitung aus einem Spielplan, sechs LKWs als Spielsteine, 48 Warensteinen, 52 Auftrags- und 31 Ereigniskarten. Hinzu kommen ein Würfel, ein Baustellenschild, ein Stauschild und Spielgeld.

## Spielweise

### Vorbereitung
Zur Spielvorbereitung wird der Spielplan in die Tischmitte gelegt. Jeder Mitspieler wählt eine Spielerfarbe und bekommt den entsprechenden LKW, den er auf ein beliebiges Feld auf dem Spielplan stellt. Dabei darf es sich nicht um eine Stadt handeln und auf jedem Feld darf nur ein Fahrzeug stehen. Zudem bekommt jeder Spieler ein Startkapital von 5000 DM. Alle Auftragskarten werden gemischt und jeder Spieler bekommt drei der Karten, die er entsprechend der Reihenfolge der geplanten Ausführungen sortiert. Je nach Spieleranzahl werden 12 bis 24 weitere Auftragskarten als verdeckter Nachziehstapel bereitgelegt, die obersten vier Karten werden offen auf die Marktfelder des Spielplans gelegt. Die Ereigniskarten werden ebenfalls gemischt und als verdeckter Stapel auf den Spielplan gelegt. Alle Waren, das Stauschild und das Baustellenschild kommen auf den Warenplatz, der sich ebenfalls auf dem Spielplan befindet.

### Spielregeln
Ein Startspieler wird mit Hilfe des Würfels bestimmt, danach wird im Uhrzeigersinn gespielt. Der jeweils aktive Spieler würfelt und bewegt seinen LKW entsprechend der Augenzahl in eine beliebige Richtung. Ist das Zielfeld von einem gegnerischen LKW besetzt, bleibt der Spieler mit seinem Fahrzeug auf dem letzten freien Feld davor stehen, er darf diesen jedoch auch überholen oder in Gegenrichtung daran vorbeifahren. Zum Erreichen von Start- und Zielorten für die Speditionsaufträge kann ein Spieler auch Punkte verfallen lassen. Würfelt ein Spieler eine „6“, darf er nach Wahl ein bis sechs Felder ziehen. Bleibt ein LKW auf einem Feld mit einem Ereigniskartensymbol stehen, zieht er die oberste Karte und führt die Aktion aus. Würfelt ein Spieler eine „1“ muss er das Baustellenschild einsetzen oder beliebig verstellen, wobei das Schild nicht auf Städte und auch nicht auf die Strecke zwischen den Städten Hamburg und Flensburg platziert werden darf. Ein dadurch blockierter Streckenabschnitt ist gesperrt und kann nicht befahren werden. Ein Stausperrschild kann als Kartenaktion aufgestellt werden; auch dieses blockiert einen Streckenabschnitt, wird jedoch nach einer Runde wieder entfernt.

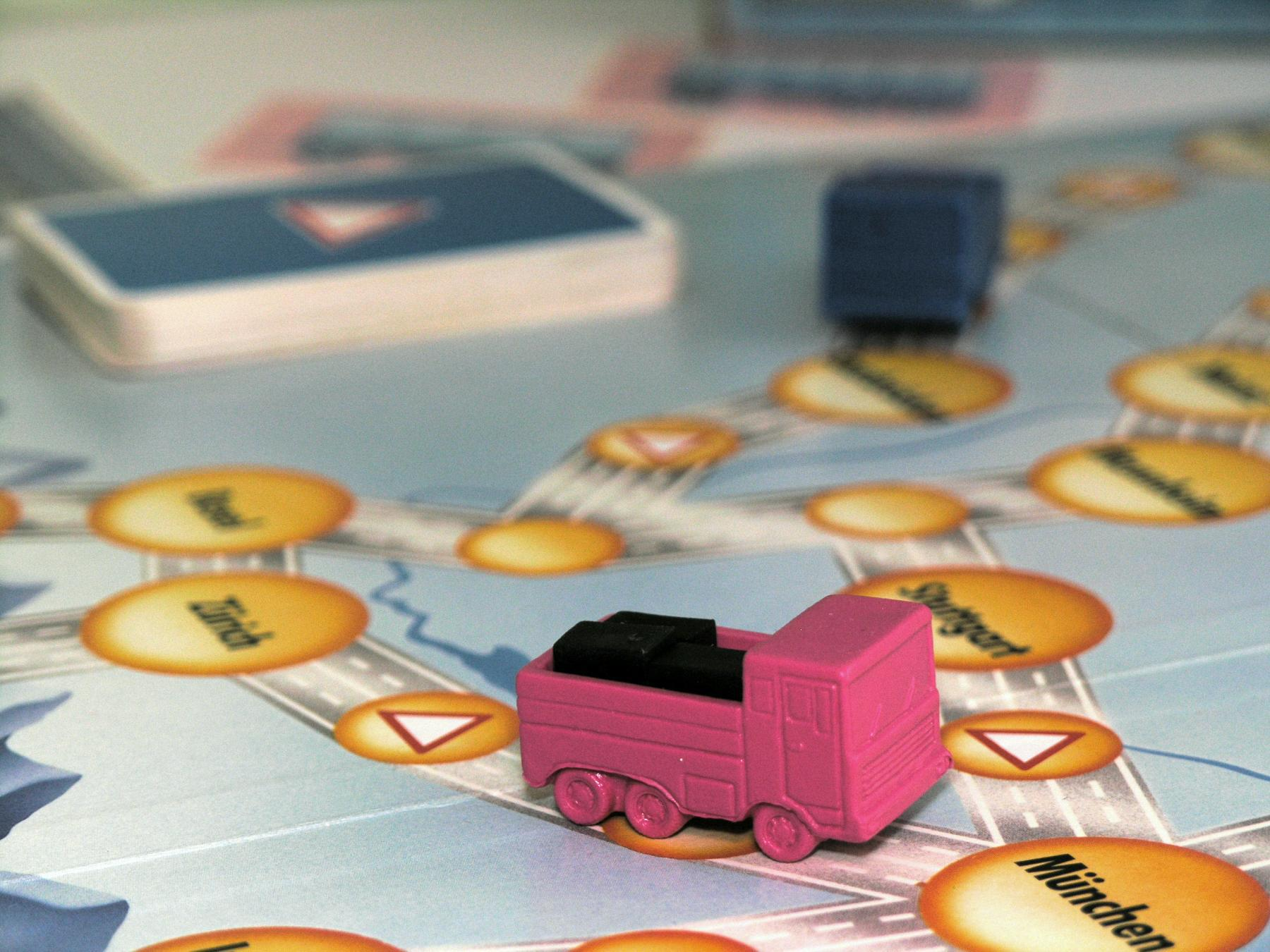
Beladener LKW auf der Strecke, Ausgabe von 1987

Das zentrale Element des Spiels sind die Auftragskarten, über die ein Spieler Geld verdienen kann. Dabei zeigt jede Auftragskarte einen Startort, an dem Waren abgeholt werden, und einen Zielort, zu dem diese gebracht werden müssen. Am Startort darf der Spieler die ebenfalls auf der Karte angegebene Anzahl Waren auf seinen LKW laden und legt die Auftragskarte offen aus. Im nächsten Zug kann der Spieler dann weiterfahren, um den Zielort oder für eine bessere Nutzung der Ladekapazität einen weiteren Startort anzufahren. Die maximale Ladekapazität beträgt dabei sechs Waren, Teilmengen eines Auftrags dürfen nicht geladen und ausgeliefert werden. Zur Erhöhung der Kapazität kann ein Spieler jederzeit Anhänger mit einer zusätzlichen Kapazität von vier oder sechs Waren kaufen und diese dann nutzen. Am Zielort lädt der Spieler die Waren gemäß dem Auftrag ab und bekommt dafür den auf der Karte angegebenen Frachterlös von der Bank.
Die als öffentliche Aufträge ausliegenden Auftragskarten kann ein Spieler zusätzliche erwerben, wenn er eine beliebige Stadt mit einem Würfelwurf direkt erreicht. Dabei wird der Auftrag nicht direkt genommen, stattdessen dürfen alle Mitspieler als Mitbewerber Gebote auf den Auftrag abgeben, die auf der Karte vorgedruckt sind. Der Spieler, der das höchste Gebot abgibt (und damit den geringsten Erlös durch den Auftrag erlangen kann), bekommt die Karte. Der Startbieter kann dabei immer mit dem Höchstbieter gleichziehen, um den Auftrag zu bekommen; bietet niemand mit, bekommt er den Auftrag ohne Kosten. Wie alle anderen Aufträge dürfen die öffentlich erworbenen Aufträge nun jederzeit ausgeführt werden.

### Spielende
Das Spiel endet, sobald alle öffentlichen Aufträge verteilt sind und ein Spediteur seinen letzten Auftrag ausgeführt hat. Sobald diese beiden Faktoren eingetroffen sind, wird das Bargeld gezählt und der Spieler mit dem meisten Geld gewinnt das Spiel.

## Neuauflage Schmidt Spiele 2007
In der Neuauflage des Spiels, das 2007 bei Schmidt Spiele erschien, gab es gegenüber den vorherigen Ausgaben neben deutlicher Veränderungen der Grafik sowie der Karten auch mehrere Änderungen im Regelwerk:
1. Von Flensburg aus gibt es auf dem neuen Spielplan zwei Fährverbindungen nach Rostock und Rotterdam.
2. Bei der Startaufstellung werden zuerst die Aufträge ausgeteilt und danach die LKW aufgestellt, wobei die Spieler ihren auch auf eine Stadt stellen können, die der Startort eines eigenen Auftrags ist.
3. Wenn ein Spieler durch das Erreichen einer Stadt einen Auftrag erwerben könnte, diese Option jedoch ablehnt, wird der vorderste Auftrag abgelegt und ersetzt.
4. Im Spiel gibt es zwei Würfel, die beide geworfen werden. Die Spieler wählen danach für ihren Zug ein Würfelergebnis aus.
5. Der Zugzwang wird ausgesetzt und die Spieler können Würfelpunkte verfallen lassen oder gar nicht ziehen.
6. Auf einem Feld außerhalb der Stadt können zwei LKW stehen, in einer Stadt beliebig viele.
7. Anhänger können vor Spielende für 500 € wieder verkauft werden.

## Veröffentlichung und Entwicklung

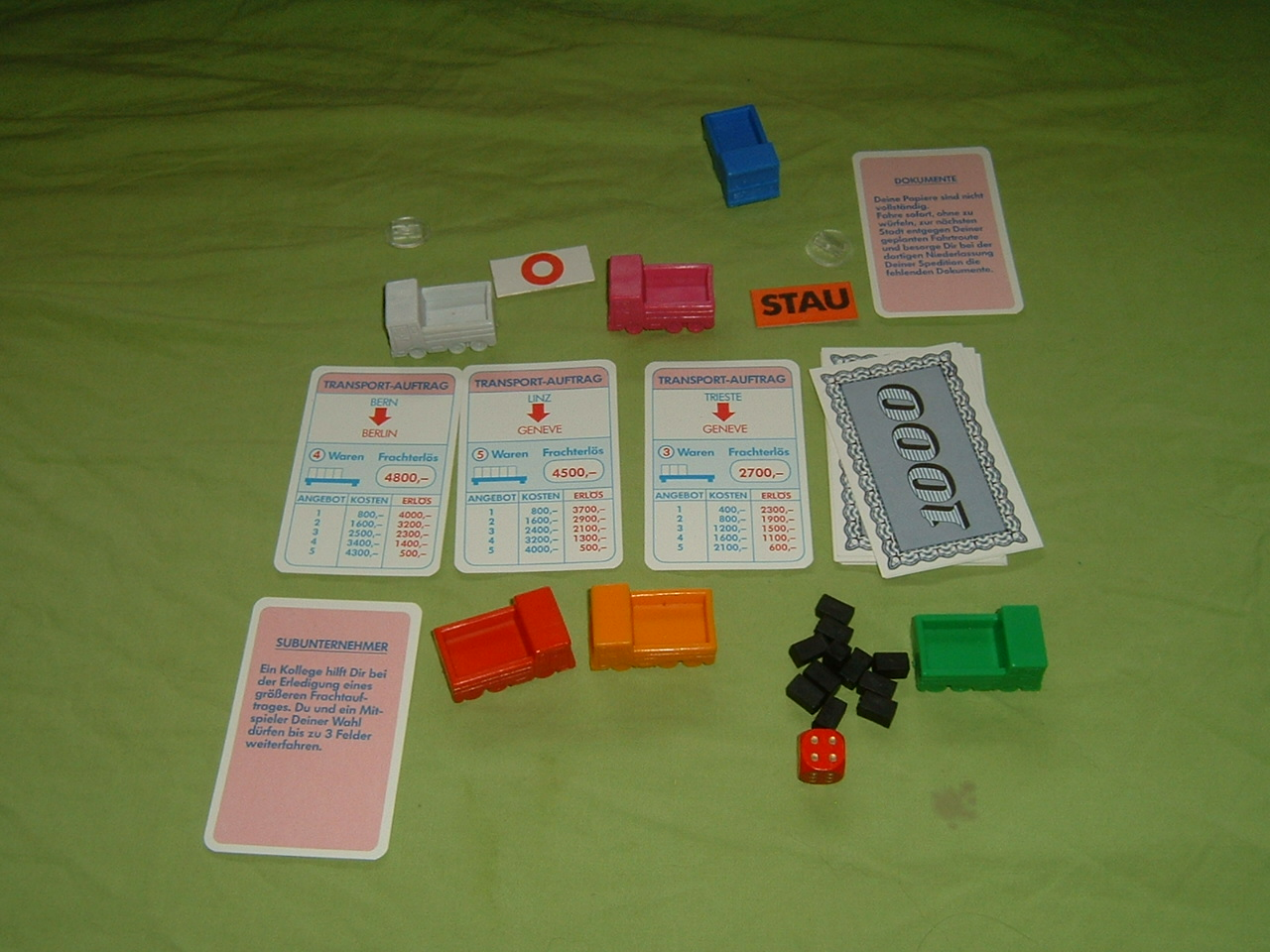
Zubehör zum Spiel aus dem Jahr 1987 (Auswahl)

Das Spiel wurde von Wolfgang Kramer entwickelt und erschien in Anlehnung an die gleichnamige Fernsehserie Auf Achse zuerst 1982 unter dem Namen Das große Logistik-Spiel bei ASS Altenburger als Werbespiel für die Mannheimer Spedition Rhenania. Eine unautorisierte Ausgabe als weiteres Werbespiel ist bei ASS unter dem Namen Himolla-Rallye erschienen, das Erscheinungsjahr ist unbekannt.
Als Auf Achse erschien das Spiel 1987 bei F.X. Schmid, wobei das Spiel nach Peter Neugebauer „nicht einfach nach Abspeckung der Werbeaussagen übernommen, sondern sinnvoll weiterentwickelt“ wurde. Im Erscheinungsjahr wurde es als Spiel des Jahres ausgezeichnet und erhielt eine zweite Auflage mit dem „roten Pöppel“. Danach erschien es auf Dänisch und bekam den Namen Convoy. Auf Tschechisch erschien es als Kamionem po Evropě 1988. 1991 und 1996 gab es weitere Auflagen des Speil auf Deutsch, allerdings mit geändertem Schachteldesign. Nach der Übernahme von F.X. Schmid durch Ravensburger wurde das Spiel erneut aufgelegt. Als Ravensburger das Spiel allerdings nicht mehr neu verlegen wollte und die Rechte zurückgab, entschied sich Kramer Auf Achse zum 20-jährigen Jubiläum 2007 bei Schmidt Spiele herauszugeben. Die Neuauflage hatte ein neues grafisches Layout und einige kleine Regeländerungen.
Bei F.X. Schmid erschien 1992 Auf Achse Junior und 1995 Auf Achse – Das Kartenspiel. Beide bauen auf dem Grundprinzip des Spiels Auf Achse auf.

## Rezeption
Das Spiel Auf Achse wurde nach Erscheinen mehrheitlich positiv besprochen und wurde im Erscheinungsjahr 1987 zum Spiel des Jahres gewählt. In einer zeitgenössischen Rezension auf spielphase.de wurde das Spiel als zwar „interessant“ beschrieben, das „Spielprinzip [sei jedoch] bereits lange vor diesem Spiel erfunden und praktiziert [worden]“. Den Rezensenten „fesselt es nicht so sehr, für eine Partie zwischendurch ist es jedoch durchaus geeignet und gerade für Kinder ist es empfehlenswert.“ Entsprechend schreibt er, das Spiel sei „für Kinder und Erwachsene geeignet, sofern sie keine versierten Dauerspieler sind.“
Peter Neugebauer begann 1987 seine Rezension in Die Pöppel-Revue zu dem Spiel mit einer Fernfahrerszene, bei dem ein Fahrer mit seinem Beifahrer in einen Stau am Frankfurter Kreuz geraten und den nächsten Rasthof anfahren, um von der Zentrale zu erfahren, dass sie einen Folgeauftrag in Süddeutschland ergattern konnten. Er greift damit das Narrativ des Spiels, möglichst effizient Aufträge erfüllen und dabei die Probleme auf den Strecken zu meistern, auf, und führt auch weiter aus: „Das Gerangel um neue Ausschreibungen ist ein knallhartes Geschäft“, „der leitende Gedanke beim Auftragserwerben [sollte] logistischen Überlegungen folgen“. Dazu stellt er fest, dass auch „die Zugweise, zwar durch einen einfachen Würfel gesteuert, […] planerische Weitsicht [verlangt].“ Nach seiner Wertung hat sich der Verlag „bei der Gestaltung viel Mühe gegeben“ und er lobt die Details der Spielfiguren mit ausgearbeiteten Scheibenwischern, Scheinwerfern und Stoßstangen und die stimmigen themenbezogenen Ereigniskarten im Spiel. Trotz viel Lob für das Spiel kritisiert er allerdings, dass es sich bei Auf Achse nur um eine Neubearbeitung eines von Wolfgang Kramer bereits als Werbespiel umgesetzten Spiels handelt: „Nach In 80 Tagen um die Welt wurde wieder einmal eine gute Wolfgang Kramer-Idee aus einem Werbespiel von einem großen Verlag etwas variiert und neu herausgegeben.“ Er warte noch immer auf „eine echte Kramer-Neuheit“.
Helge Andersen, Rezensent in der Zeitschrift spielbox, beschrieb Auf Achse als „unterhaltsames, unkompliziertes Gesellschaftsspiel.“ Nach seiner Wertung kommt dem Zufall „die wesentliche Bedeutung zu, denn wer Auftragskarten mit niedrigen Erlösen zugeteilt bekommen hat und nicht die Gnade hoher Würfelwürfe besitzt, der hat es zwangsläufig schwerer.“ Er benennt es zudem als „eines der üblichen Reisespiele“, nicht als Wirtschaftsspiel. „Fehlende grundlegend neue Elemente [würden] wettgemacht durch das in sich stimmige Grundkonzept.“
Der Spielekritiker Harald Schrapers besprach 2008 die Neuauflage des Spiels von Schmidt Spiele. Er beginnt seine Rezension mit einer Einordnung des ursprünglichen Spiels und schreibt, dass „wer es heute noch mal in die Hand nimmt, [sich wundert wird], wie langatmig Auf Achse ist, und feststellen, dass es mit den heutigen Spielstandards nur mühsam mithalten kann.“ Zu der Neuauflage schreibt er, man werde zwanzig Jahre zurückversetzt und hat trotzdem ein der heutigen Zeit angemessenes Spiel vor sich liegen. Wolfgang Kramer habe „sein Spiel trefflich überarbeitet, wodurch ihm eine deutliche Straffung des Ablaufs gelungen ist.“ Im Vergleich zu „thematisch verwandten preisgekrönten Spielen [wie] Zug um Zug und Thurn und Taxis“ könne es zwar „nicht so recht mithalten, es muss sich aber auch nicht verstecken.“

## Belege
1. 1 2 3  Auf Achse auf der Website von Wolfgang Kramer, abgerufen am 21. Februar 2025.
2. ↑  H. Hugo Dörnhaus: Entdecke das Universum der Spiele. Das Schlagmalnach durch den Spielekosmos. Enzyklopädie der Brettspiele, Würfelspiele, Kartenspiele und Rollenspiele, 11 Ausgabe, Oktober 2011, Band 1, S. 123–124.
3. 1 2 3 4 5 6  
Spielanleitung Auf Achse, F.X. Schmid 1987
4. 1 2  Kevin Jensen, Andreas Buhlmann: Interview mit Wolfgang Kramer zu den Herbstneuheiten bei cliquenabed.de, 12. September 2007; abgerufen am 21. Februar 2025.
5. ↑  Auf Achse bei der Europäischen Spielesammler Gilde; abgerufen am 21. Februar 2025.
6. 1 2 3  Peter Neugebauer (pen): Auf Achse. In: Die Pöppel-Revue 4/1987, S. 8–11.
7. ↑  Auf Achse auf der Website des Spiel des Jahres e.V.; abgerufen am 22. Februar 2025.
8. ↑  
Auf Achse, Versionen bei BoardGameGeek. Abgerufen am 21. Februar 2025.
9. ↑  Auf Achse Junior in der Spieledatenbank Luding; abgerufen am 22. Februar 2025.
10. ↑  Auf Achse - Das Kartenspiel in der Spieledatenbank Luding; abgerufen am 22. Februar 2025.
11. ↑  H. Hugo Dörnhaus: Entdecke das Universum der Spiele. Das Schlagmalnach durch den Spielekosmos. Enzyklopädie der Brettspiele, Würfelspiele, Kartenspiele und Rollenspiele, 11 Ausgabe, Oktober 2011, Band 1, S. 124.
12. ↑  Claudia Schlee, Andreas Keirat: Auf Achse, zeitgenössische Rezension auf spielphase.de / informatik.rwth-aachen.de, abgerufen am 21. Februar 2025.
13. ↑  Helge Andersen: Auf Achse. In: spielbox 3, Juni/Juli 1987, S. 25.
14. 1 2  Harald Schrapers: Auf Achse, Rezension auf dem Blog gamesweplay.de; abgerufen am 22. Februar 2025.